# Wodzicki-Schacht

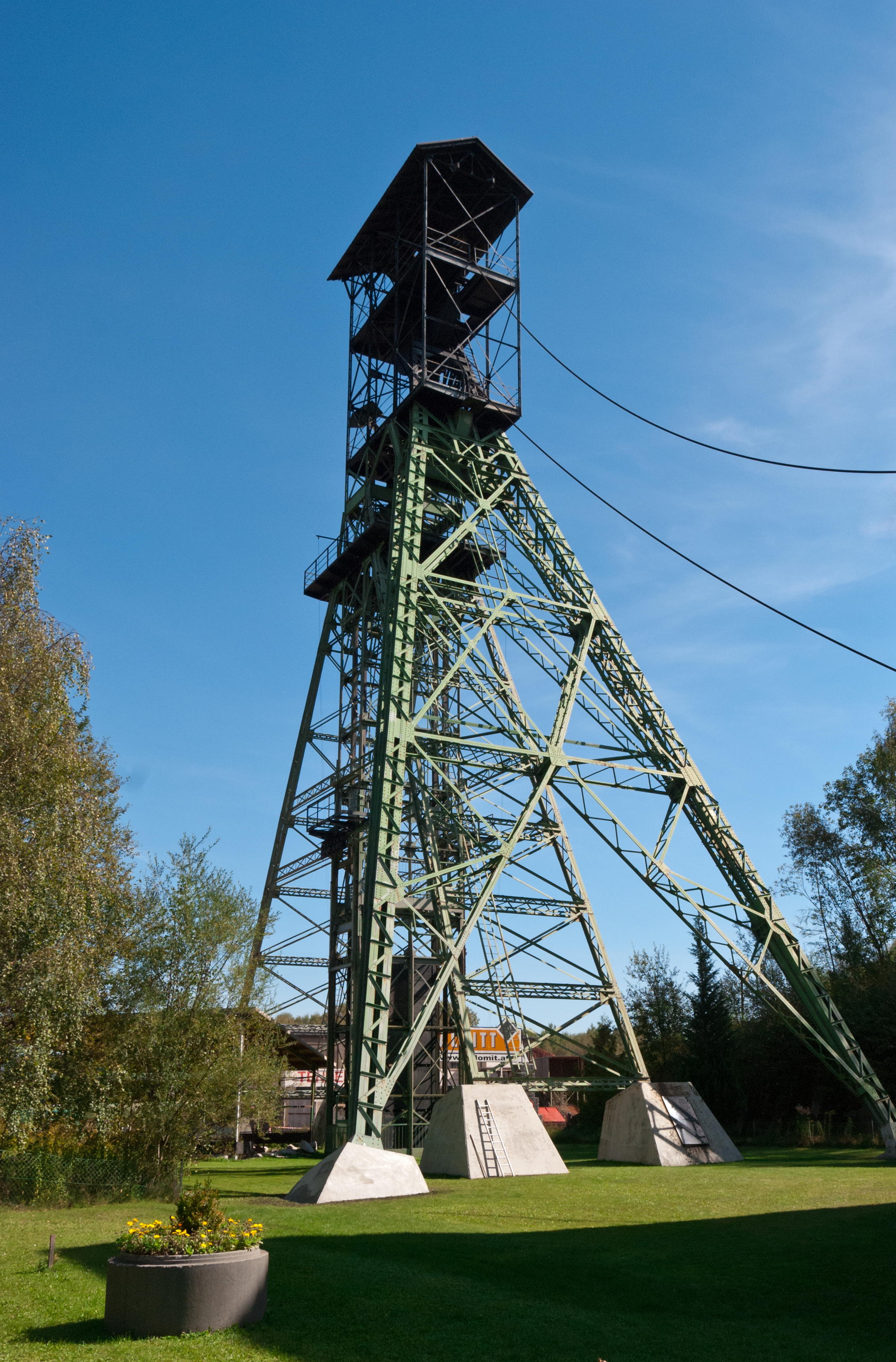
Förderturm Wodzicki

Der Wodzicki-Schacht war einer von mehreren Schächten des Bergbaus Fohnsdorf in der Gemeinde Fohnsdorf im Bezirk Murtal in der Steiermark.

## Geschichte
Der Wodzicki-Schacht war Teil einer ab 1881 geplanten Doppelschachtanlage. Für Planung und Ausführung waren acht Jahre und eine Million Gulden veranschlagt, die Arbeiten begannen im Jahr 1884. Der Schacht wurde nach dem ersten Präsidenten der Österreichisch-Alpine Montangesellschaft, Ludwig Graf Wodzicki (im Amt 1881–1892) benannt.
Der Schacht war mit einer 450 PS starken Fördermaschine der Andritzer Maschinenfabrik ausgestattet. Über Kurbelwellen wurden zwei ein Meter breite Seiltrommeln angetrieben, auf denen sich das Förderseil nebeneinander auf- und abwickelte und über die Seilscheiben am Fördergerüst den vieretagigen Förderkorb bewegte. Je eine Haupt- und Reservefördermaschine mit 350 PS mit Bobinenförderung ermöglichte den Einsatz von vier Förderkörben. Am Wodzicki-Schacht gab es zudem eine Wasserhaltungsmaschine mit 650 PS, die 4,3 Kubikmeter Wasser pro Minute heben konnte sowie ein Kesselhaus, das die Dampfenergie für den gesamten Schachtbetrieb lieferte.
Beim Fördergerüst des Wodzicki-Schachtes dürfte es sich um die erste Verwendung eines Doppelstrebengerüsts gehandelt haben. Es wurde 1887 errichtet und 1925 auf 47 m Höhe vergrößert, im selben Jahr wird eine neue Fördermaschine in Betrieb genommen. Bereits 1910 wurde durch zwei je 1.000 und 2.000 PS starke Turbogeneratoren die elektrische Beleuchtung des Schachtes eingeführt. Bis 1930 wurde die komplette maschinelle Ausrüstung des Schachtes erneuert.
1940 kam es im Hauptschacht bei Abteufarbeiten zu einem Wassereinbruch, der umfangreiche Abdämmungsarbeiten notwendig machte. Am 6. August 1943 kam es im Karl-August-Schacht zu einer Schlagwetterexplosion, bei der 100 Bergmänner ums Leben kamen.
Durch den Wodzicki-Schacht mit einer Tiefe von bis zu knapp 1200 Metern war der Bergbau Fohnsdorf der tiefste Braunkohlebergbau der Welt.
Das Bergwerk wurde im Jahr 1978 geschlossen und unmittelbar danach der Schacht mit 17.184 Kubikmeter Füllmaterial (Hochofengranulat gemischt mit Zement und Wasser) gefüllt. Bis auf das Fördergerüst und einen Teil der Maschinenhalle des Hauptschachtes, in dem 1983 ein Bergbaumuseum eröffnet wurde, wurden alle Gebäude des Bergbaus abgerissen. Das Fördergerüst und ein Teil der Maschinenhalle stehen unter Denkmalschutz (Listeneintrag).